# Que viene el coco
Voici que vient le croquemitaine
L'eau-forte Que viene el coco (Voici que vient le croquemitaine) est une gravure de la série Los caprichos du peintre espagnol Francisco de Goya. Elle porte le numéro trois dans la série des 80 gravures. Elle a été publiée en 1799.

## Interprétations de la gravure
Il existe divers manuscrits contemporains qui expliquent les planches des Caprichos. Celui qui se trouve au Musée du Prado est considéré comme un autographe de Goya, mais semble plutôt chercher à dissimuler et à trouver un sens moralisateur qui masque le sens plus risqué pour l'auteur. Deux autres, celui qui appartient à Ayala et celui qui se trouve à la Bibliothèque nationale, soulignent la signification plus décapante des planches.
- Explication de cette gravure dans le manuscrit du Musée du Prado :
Abuso funesto de la primera educación. Hacer que un niño tenga más miedo al Coco que a su padre y obligarle a temer lo que no existe.
(Abus funeste dans la première éducation. Faire en sorte que l'enfant ait plus peur du croque-mitaine que de son père et l'obliger à craindre ce qui n'existe pas)[2].

- Manuscrit de Ayala :
Las madres meten miedo a sus hijos con el Coco para hablar con sus amantes.
(Les mères font peur à leurs enfants avec le croque-mitaine pour parler avec leurs amants)[2].

- Manuscrit de la Bibliothèque nationale :
Las madres tontas hacen medrosos a los niños figurando el Coco; y otras peores se valen de este artificio para estar con sus amantes a solas cuando no pueden apartar de sí a sus hijos.
(Les mères idiotes rendent peureux leurs enfants en leur décrivant le croque-mitaine ; et d'autres pires utilisent cet artifice pour être seules avec leurs amants quand elles ne peuvent éloigner d'elles leurs enfants)[2].

## Technique de la gravure

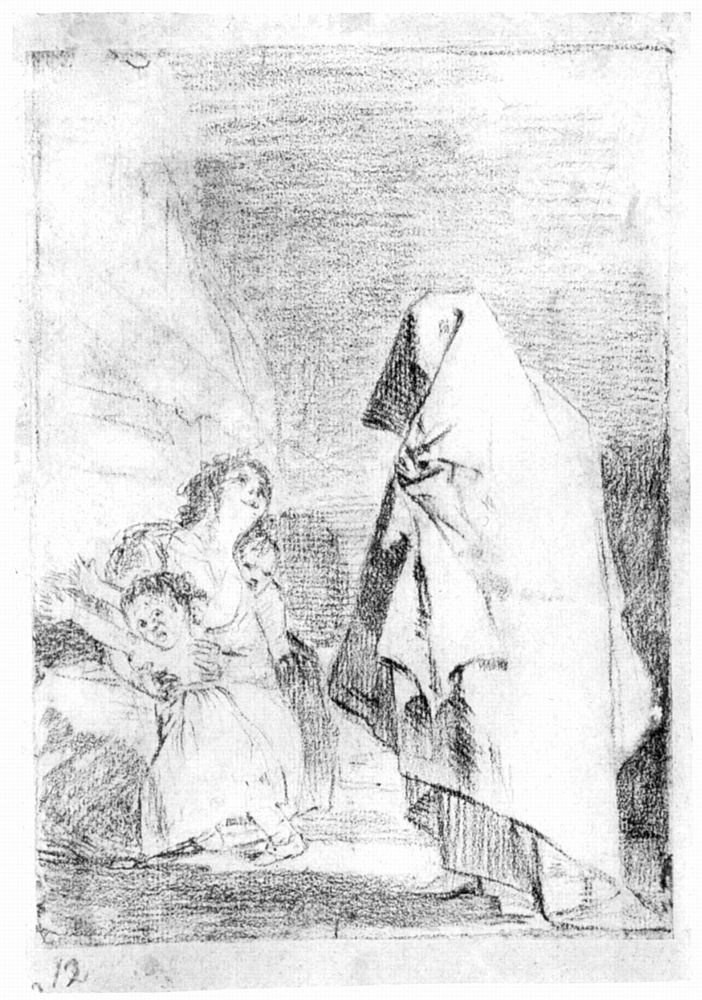
Dessin préparatoire.

Le dessin préparatoire à la sanguine, conservé au Musée du Prado, a été en grande partie reproduit dans la gravure. Les principales modifications sont le changement d'expression de l'enfant à droite et le rayon lumineux ajouté au fond de la gravure. Le dessin préparatoire mesure 197 × 140 mm sur une feuille de 215 × 148 mm. Sur le support, dans l'angle inférieur gauche, au crayon : « 12 ».
La plaque est conservée dans un bon état. L'estampe est à l'eau-forte et l'aquatinte brunie. Elle mesure 214 × 152 mm sur une feuille de 306 × 201 mm.

## Catalogue
- Numéro de catalogue G02091 de l'estampe au Musée du Prado.
- Numéro de catalogue D04208 du dessin préparatoire au Musée du Prado.
- Numéro de catalogue 51-1-10-67 au Musée Goya de Castres.